# Thallumetus
Thallumetus es un género de arañas araneomorfas de la familia Dictynidae. Se encuentra en América.

## Lista de especies
Según The World Spider Catalog 12.0:
- Thallumetus acanthochirus Simon, 1904
- Thallumetus dulcineus Gertsch, 1946
- Thallumetus latifemur (Soares & Camargo, 1948)
- Thallumetus octomaculellus (Gertsch & Davis, 1937)
- Thallumetus parvulus Bryant, 1942
- Thallumetus pineus (Chamberlin & Ivie, 1944)
- Thallumetus pullus Chickering, 1952
- Thallumetus pusillus Chickering, 1950
- Thallumetus salax Simon, 1893
- Thallumetus simoni Gertsch, 1945
- †Thallumetus copalis Wunderlich, 2004